# Kosakenheer

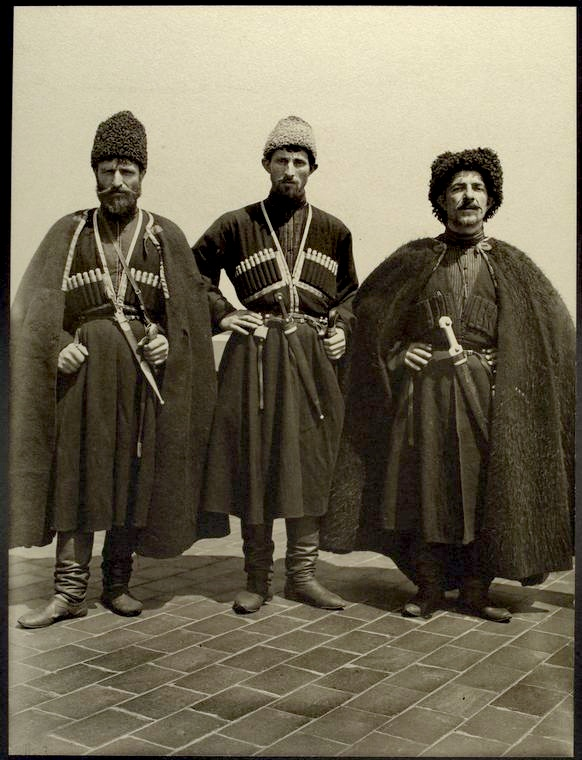
Russische Kosaken

Die Kosakenheere (russisch казачье войско) waren zwischen 1570 und 1918 im Russischen Zarenreich (1571–1721), im Russischen Kaiserreich (1721–1917) und unter der Provisorischen Regierung Russlands (1917) aufgestellte militärische Verbände, die bis zu ihrer Eingliederung in die Kaiserlich-Russische-Armee als „Irreguläre Truppen“ galten. Sie wurden auf einer Nord-Süd-Linie vom Ural bis an das Asowsche Meer zur Grenzsicherung und in ihren Regionen zur Inneren Sicherheit eingesetzt. Die Angehörigen waren mit ihren Familien in sogenannten Stanizas oder Kosakensiedlungen ansässig, sie setzten sich auch aus verschiedenen Kosakenethnien zusammen. Nach der Oktoberrevolution im Jahre 1917 gliederten sich einige Kosakenheere als Rote Kosaken den Bolschewiki an, andere versuchten sich der Weißen Armee (1918–1922) anzuschließen. In den Jahren 1917/18 und bis 1920 wurde die überwiegende Zahl der Kosakenheere aufgelöst. Im Zweiten Weltkrieg gab es in der deutschen Wehrmacht seit 1943 die 1. Kosaken-Division. Seit 2005 gibt es Registrierte Kosaken der Russischen Föderation, die wieder zur Grenzsicherung und zu Diensten für die innere Sicherheit eingesetzt werden.

## Wortherkunft
Die Bezeichnung „Kosakenheer“ ist nicht mit dem herkömmlichen Begriff „Heer“ zu vergleichen, er stammt vielmehr vom altertümlichen russischen Wort „во́йско“ ab, welches mit „Heer“ auch als „Große Gruppe“ oder „Horde“ übersetzt wird. Für die Kosakenheere wird auch der Begriff „Kosakenarmee“ angewandt.

## Frühgeschichte
Nach militärischen Regeln und den traditionellen Formationen stellte das Gebilde der Kosakenheere ein ungewöhnliches Bild dar. Seit dem 18. Jahrhundert war in den europäischen Armeen die reglementierte Formal- und Gefechtsordnung die gängige Kriegsführung bei Schlachten. Bereits zu dieser Zeit gab es jedoch irreguläre Truppen, die sich in Eigeninitiative und mit Zustimmung der Hauptstreitkräfte als Späher, Kundschafter oder Stoßtrupp einsetzen ließen. Bekannt hierfür waren die sogenannten Grenzer, österreichische Scharfschützen und Kämpfer aus Slowenien, als weitere Gruppen traten nun die Kosaken in Erscheinung.
Im Verlauf des 18. Jahrhunderts wurden mehr als zehntausend Kosaken als leichte Kavallerie-Regimenter in das russische Heer eingegliedert. In der Mitte des 19. Jahrhunderts wurde ihre Bewaffnung durch Gewehre verstärkt, sie wurden nun als Kavallerie und Infanterie eingesetzt und erfüllten Späheraufgaben. Die Kosakenkräfte stiegen bis auf geschätzt 450.000 Männer an; sie mussten ihre gesamte Ausrüstung, zu der Waffen, Pferd, Uniform und weitere Gegenstände zählten, selbst beschaffen. Auf der gesamten Nord-Süd-Linie überfielen sie Nachschubkonvois, Dörfer und Städte und während ihrer Streifzüge kam es zu Vergewaltigungen, Brandschatzungen und Misshandlungen. Die russische Staats- und Militärordnung war konsequent zentralistisch und aus staatlichen Mitteln unterfüttert, dieses führte dazu, dass die regulären Kosakenheere nach der Reformation der Militärordnung von 1834 in die Armee integriert wurden. Die Regimentskommandeure mussten persönlich die Verantwortung für den Zustand ihrer Einheiten übernehmen, die durch eine jährlich stattfindende Inspektionen überprüft wurden. 1845 traten auch in der Kosakenarmee die neuen Armeeverordnungen in Kraft.

## Die Kosakenheere der Kaiserlich Russischen Armee
Bis zum Ende des 19. Jahrhunderts wurden in die Kaiserlich Russische Armee insgesamt elf Kosakenheere eingegliedert. Die Angehörigen und die Offiziere und Mannschaften wurden nun staatlich unterstützt, sie erhielten Schulbildung sowie freie Gesundheitsfürsorge und lebten in Stanizen und Kosakensiedlungen. Diese Kosakenheere waren:
1. Amur-Kosakenheer (russisch Амурское казачье войско, 1655–1917)
2. Astrachan-Kosakenheer (Астраханские казачье войско, 1737–1918)
3. Baikal-Kosakenheer (Забайка́льское каза́чье во́йско, 1655–1920)
4. Don-Kosakenheer (Донско́е каза́чье во́йско, 1570–1918)
5. Kuban-Kosakenheer (Куба́нское каза́чье во́йско, 1860–1920)
6. Orenburger Kosakenheer (Оренбургское казачье войско, 1755–1920)
7. Semiretschensker Kosakenheer (Семиреченское казачье войско, 1867–1920)
8. Sibirisches Kosakenheer (Сиби́рское каза́чье во́йско, 1582–1918)
9. Terek-Kosakenheer (Терское казачье войско 1577–1918)
10. Ural-Kosakenheer (Ура́льское каза́чье во́йско, 1775–1917)
11. Ussurisches Kosakenheer (Уссурийское казачье войска, 1889–1922)

## Kosakenheere als irreguläre Truppen
Darüber hinaus existierten auf dem Hoheitsgebiet des Russischen Kaiserreiches weitere Kosakenheere, die als irreguläre Truppen registriert, aber nicht in die Militärordnung der Kaiserlich Russischen Armee eingegliedert waren. Sie erhielten keine Privilegien und waren autonome bewaffnete Kosakenkräfte. Hierzu zählten:
- Asow-Kosakenheer (Азовское казачье войско, 1696–1862)
- Baschkirisch-Meschtscherjakisches Kosakenheer (Башкиро-мещерякское войско, 1798–1865)
- Bug-Kosakenheer (Бугское казачье войско, 1769–1817)
- Donau-Kosakenheer (Дунайское казачье войско, 1828–1868)
- Jenissei-Kosakenheer (Енисейские казачье войско, 1626–1917)
- Greben-Kosakenheer (Гребенское казачье войско, 1711–1832/1870)
- Kaukasus-Linien-Kosakenheer (Кавказское линейное казачье войско, 1832–1860)
- Saporoger Kosakenheer (Запоро́жские казаки́, запоро́жцы, 1649–1775)
- Schwarzmeer-Kosakenheer (Черноморское казачье войско, 1787–1864)
- Wolga-Kosakenheer (Волгское казачье войско, 1734–1777)

## Zarentreue
Die Kosaken waren seit Jahrhunderten in der militärischen Tradition ihrer Familien verwurzelt. Ihr Ruf als gute Reiter sowie geschickte und furchtlose Krieger eilte ihnen voraus. Sie waren zarentreu und wurden vom Zaren durch die Befreiung von allen Steuern und Abgaben belohnt. Zu ihren Privilegien gehörten weiterhin die kostenlose Bildung und die Gesundheitsversorgung. Der Hetman und Ataman, je nach Kosakenstamm, bekleidete eine herausgehobene Stellung, sie waren eine wichtige Hilfe für das Herrscherhaus. Im Ersten Weltkrieg wurden mehr als 120.000 Kosaken für ihre Tapferkeit mit dem Orden des Heiligen Georg ausgezeichnet.

Wappen des Russischen Kaiserreichs
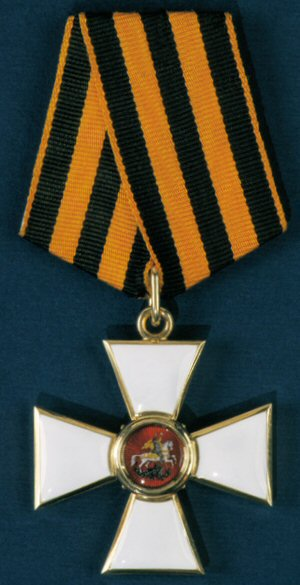
Orden des Heiligen Georg, 4. Klasse

## Nach dem Zerfall des Kaiserreichs
In Folge der Abdankung Nikolaus II., seiner Ermordung und der Oktoberrevolution spaltete sich die Kosakengemeinschaft. Obwohl sie das von den Bolschewiki erklärte Kriegsende befürworteten, wurde das Versprechen der neuen Machthaber, Grund und Boden an die Kosaken zu verteilen, nur mit der Forderung verbunden, dass sie sich nicht gegen die Sowjetmacht auflehnen durften. Das führte zur Spaltung des Kosakentums. 1918 führte der Aufstand der Don-Kosaken, die Annullierung des Bolschewiken-Dekrets und die Ausrufung eines eigenen Staatsgebildes nicht zum Erfolg, die Rote Armee schlug mit voller Macht zurück. Zwischen 25.000 und 40.000 Kosaken wurden erschossen und weitere 30.000 kamen in die Verbannung. 1920 war der Kosakenaufstand niedergeschlagen und 1922 gingen Grund und Boden der Kosakenheere in das Eigentum der Sowjetrepubliken über. Um 1937, der Zweite Weltkrieg näherte sich der UdSSR, wurden Kosaken wieder zum Wehrdienst zugelassen und das Tragen von Kosaken-Uniformen wurde erlaubt. Sie hatten eine minderwertige Ausrüstung und waren in Kavallerieeinheiten verteilt, einige dieser Einheiten erhielten den Zusatz „Kosaken“.

## Nationalsozialismus
Nach dem Überfall Nazi-Deutschlands 1941 auf die Sowjetunion kämpften zahlreiche Kosaken auf deutscher Seite, zum Teil in regulären Verbänden, so als 1. Kosaken-Division.

## Kosakenrenaissance in Russland
Generationen nach der Abschaffung der Kosakenheere erinnern sich die Kosaken erneut an ihre Wurzeln und Traditionen. Seit den späten 1980er-Jahren erleben die Kosaken, wie zum Beispiel die Jenissei-Kosaken und andere Kosaken-Verbände, die Renaissance ihrer Kultur und Traditionen. Der heutige russische Staat setzt die konservativ-patriotischen Kosaken für seine Zwecke ein. Im staatlichen Kosaken-Register sind ungefähr eine Million Mitglieder eingetragen. Um in dieses Register eingetragen zu werden, muss der Kandidat „volljährig sein, die Ideen der Kosaken teilen und ein Kreuz küssen“. Gleichzeitig verpflichten sich die Kosaken zum Dienst für den Staat. In der jetzigen russischen Armee gibt es bereits eigene Kosakenverbände. Seit 2011 patrouillieren uniformierte Kosaken in Moskau vor Bahnhöfen sowie Metrostationen und verweisen illegale Straßenhändler von den Plätzen. Präsident Putin hat angeordnet eine „Strategie für den Umgang mit den Kosaken bis 2020“ zu entwickeln, das beinhaltet auch, dass die Kosaken Kindergärten, Schulen und Kasernen bewachen sollen. Hier schließt sich der Kreis, schon zu Zeiten der Kosakenheere bestanden ihre Aufgaben in der Grenzsicherung, Bewachung und der Wahrnehmung von Sicherungsaufgaben.
„Die nordkaukasische Grenzverwaltung des Föderalen Sicherheitsdienstes Russlands (FSB) und das reformierte Terek-Kosakenheer haben einen Vertrag über gemeinsame Tätigkeit und gegenseitig vorteilhafte Zusammenarbeit bei der Grenzsicherung in der nordkaukasischen Region unterzeichnet“, lautete die offizielle Mitteilung. Beide Seiten verpflichten sich in der Region Stawropol, der Republik Nordossetien, der Inguschischen Republik und der Kabardino-Balkarischen Republik, geeignete Kosaken, die für den Grenzdienst vorgesehen sind, in eignen Ausbildungszentren auszubilden und zu organisieren. Darüber hinaus soll ein Plan zur Zusammenarbeit im Falle von Notstandssituationen erarbeitet und abgestimmt werden.
Das Große-Don-Heer besteht nach Aussage ihres Atamans aus 156.000 registrierten Kosaken und ist ebenfalls im speziellen Register Russlands eingetragen. „Mehrere Länder seien nach den Worten des Atamans mit internationalen Aktivitäten seines Heeres auf der Krim, in Abchasien und in Transnistrien unzufrieden“, erklärte Ataman Wodolazki, und führte weiterhin an: „Ich wurde vor zwei Jahren von den Kosaken gewählt und vom Präsidenten per Erlass bestätigt. Die Situation im Kosakenheer ist stabil“, sagte Wodolazki. Neben den 37.000 Polizisten und Soldaten und den 11.000 Kameras setzte Präsident Putin während der Olympischen Winterspiele 2014 in Sotschi auch 410 Kosaken ein − insbesondere zur Personenkontrolle. Mit ihrem Slogan „Glaube, Zar und Vaterland“ liegt das Kosakentum mit dem Kreml wieder auf einer Linie.